# Mendax marginata
Mendax marginata är en snäckart som först beskrevs av Suter 1908.  Mendax marginata ingår i släktet Mendax och familjen Cerithiopsidae. Inga underarter finns listade i Catalogue of Life.